# Sangro

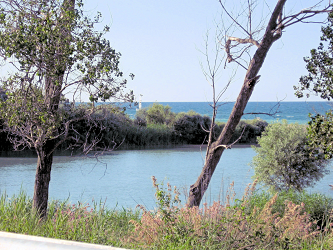
Le Sangro se jette dans la mer

Le Sangro (appelé jadis Sagrus)  est un fleuve située à l'est du centre de l'Italie dans la province des Abruzzes.   
Il prend sa source dans le Parc National des Abruzzes dans les montagnes de l'Apennin(Monte Morrone del Diavolo) à une altitude de 1 441 m. Le fleuve traverse Castel di Sangro, Ateleta, Quadri et Villa Santa Maria avant de se jeter dans le Lac de Sangro. Ensuite il reçoit son principal affluent la rivière Aventino et finit dans la mer Adriatique au sud de Punta Cavelluccio.

## Affluents
- torrent Fondillo
- torrent Scerto
- rivière Zìttola
- torrent Molinaro
- torrent Appello
- torrent Pianetto
- torrent Verde di Borrello
- rivière Aventino (rivière) (affluent principal, fournit environ le tiers du débit))
- torrent Gogna
- torrent Parello

## Source
- (en) Cet article est partiellement ou en totalité issu de l’article de Wikipédia en anglais intitulé « Sangro » (voir la liste des auteurs).